# Dendropsophus acreanus
Dendropsophus acreanus es una especie de anfibio anuro de la familia de ranas arbóreas Hylidae.
Se distribuye por el noroeste de Bolivia, oeste de Brasil y sudeste de Perú. Habita bosques tropicales húmedos de las tierras bajas y zonas premontana. Tiene preferencia por las zonas de borde del bosque y aguanta la alteración de su hábitat.